# Brewster Aeronautical Corporation
Die Brewster Aeronautical Corporation war ein US-amerikanischer Flugzeughersteller mit Sitz in Long Island City im Bundesstaat New York. Sie ging aus dem alteingesessenen Unternehmen Brewster & Company hervor, die sich mit dem Bau von Kutschen und später auch von Automobilen beschäftigte.
Zunächst fertigte die Luftfahrtsparte lediglich Flugzeugteile. Im Jahr 1934 wurde die erste eigene Konstruktion entworfen: Die zweisitzige Brewster SBA. Die Firma baute nur noch zwei weitere eigene Entwürfe in Serie. Die F2A Buffalo und die SB2A Buccaneer/Bermuda. In größerer Stückzahl (735 Exemplare) wurde noch die als F3A bezeichnete Vought F4U in Lizenz gebaut. Ein weiterer Auftrag über 773 Exemplare dieses Typs wurde bei Kriegsende storniert.
Gegen Ende des Zweiten Weltkrieges nahmen die wirtschaftlichen Probleme zu und Missmanagement führte schließlich zum Zusammenbruch des Unternehmens.